# Auberge du Cheval Blanc (Chailly-en-Bière)
Pour les articles homonymes, voir Auberge du Cheval Blanc.
L'auberge du Cheval Blanc, ou à l'enseigne Au Cheval blanc, est une maison située à Chailly-en-Bière, en France. Elle est partiellement inscrite aux monuments historiques depuis 1984.

## Situation et accès
L'édifice est situé au no 8 de la route de Paris, dans le centre du village de Chailly-en-Bière. Plus largement, il se trouve dans le département de Seine-et-Marne, en région Île-de-France.

## Histoire
La maison est d'abord un relais de poste à partir du XVIe siècle dans l'axe royal Versailles-Fontainebleau sur lequel se trouve le village. L'auberge qui y est abritée porte d'abord l'enseigne L'Écu, la première mention du Cheval blanc datant de 1737. Elle devient la première auberge de l'école de Barbizon à partir des années 1820, accueillant de nombreux peintres comme Jean-Baptiste Camille Corot, Jean-François Millet et Théodore Rousseau.

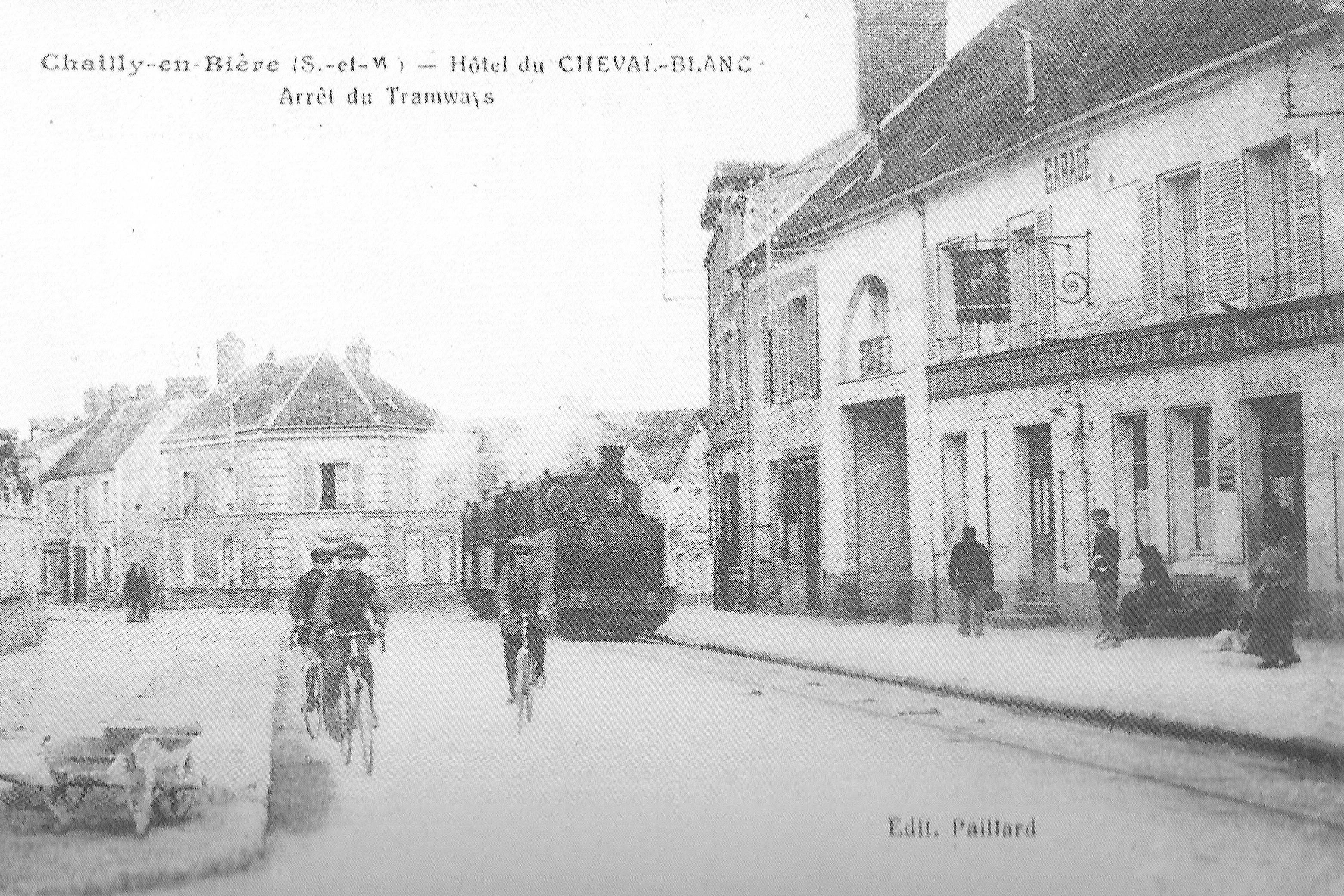
La route de Paris avec la façade de l'auberge à droite, photographiée pour une carte postale au tournant du XXe siècle.

## Structure
À l'intérieur, la salle de restauration abrite plusieurs boiseries et murs peints : certains d'entre eux sont dus à des peintres qui ne pouvaient régler leurs dettes.

## Statut patrimonial et juridique
Les façades et les toitures ainsi que la salle du restaurant avec son décor font communément l'objet d'une inscription au titre des monuments historiques par arrêté du 21 décembre 1984, en tant que propriété privée. L'inspecteur chargé de la protection note que « malgré la modestie de son architecture », l'auberge rêvet une importance historique « en tant que témoin de l'esprit de l'école de Barbizon avec une grande salle qui conserve un décor pictural de l’art de cette époque ».